# Charity Shield 1978
La Charity Shield 1978 fue la 56.ª edición de la competición organizada por la Football Association, que enfrenta al campeón de la First Division y al ganador de la FA Cup de la temporada anterior. El partido se disputó el 12 de agosto de 1978 en el Estadio de Wembley de Londres, y enfrentó al Nottingham Forest, campeón de la First Division 1977-78, y al Ipswich Town, campeón de la FA Cup 1977-78.
El encuentro finalizó con victoria de Nottingham Forest por 5-0, siendo esta la mayor diferencia de goles en una Charity Shield desde 1968. Los goles fueron anotados por Martin O'Neill por duplicado, Peter Withe, Larry Lloyd y John Robertson.

## Antecedentes

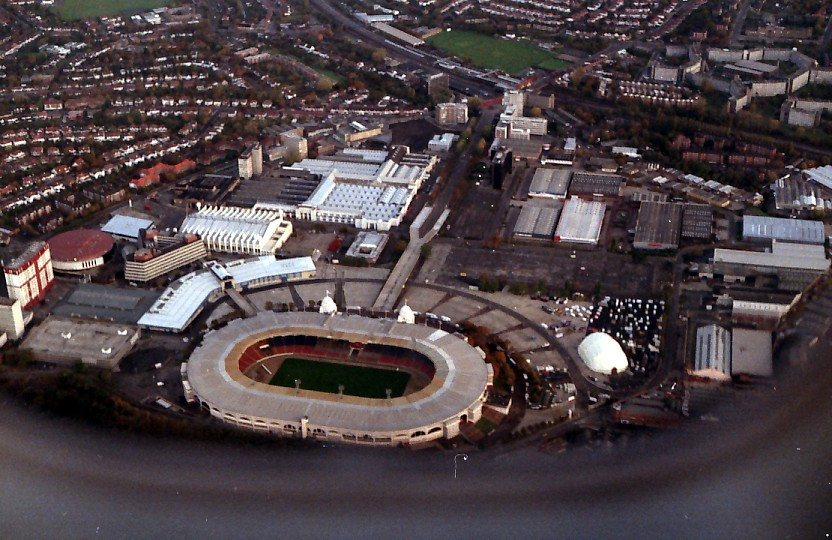
El Estadio de Wembley, sede del partido por cuarta vez consecutiva.

El Nottingham Forest se clasificó al ganar la First Division 1977-78, superando al Liverpool por siete puntos en la clasificación final. El Ipswich Town, por su parte, ganó la FA Cup 1977-78 frente al Arsenal en la final, con un gol de Roger Osborne. El Forest había perdido su única final previa de la Charity Shield en 1959, derrotado por 3-1 ante el Wolverhampton Wanderers, mientras que el Ipswich había jugado la Charity Shield de 1962, partido en el que también recibió cinco goles, en esa ocasión contra el Tottenham Hotspur.

## El partido

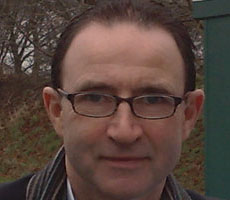
Martin O'Neill marcó dos goles antes de ser reemplazado.

El Ipswich jugó sin los defensores centrales Kevin Beattie y Allan Hunter, quienes habían sido titulares en la conquista de la FA Cup, fueron reemplazados por John Wark y Russell Osman. Roger Osborne y David Geddis también estuvieron ausentes, y el canterano Tommy Parkin tuvo que debutar como profesional en Wembley.
Nottingham Forest tomó la delantera en el minuto 10 con un gol de Martin O'Neill. Peter Withe amplió la ventaja antes del descanso. En la segunda mitad, Larry Lloyd, O'Neill nuevamente y John Robertson completaron la goleada. El Ipswich no tuvo respuesta, y el partido culminó 5-0, un margen de victoria que permanece invicto a día de hoy en la Charity Shield. También fue la victoria más abultada en la Charity Shield desde 1968, cuando el Manchester City venció al West Bromwich Albion por 6-1. 

### Detalles del encuentro
| 12 de agosto de 1978 | Nottingham Forest                                     | 5-0 | Ipswich Town | Estadio de Wembley, Londres,                             |                                                          |
|                      | O'Neill 10', 65'; Withe 30'; Lloyd 50'; Robertson 87' |     |              | Asistencia: 68.000 espectadores Árbitro(s): Peter Reeves | Asistencia: 68.000 espectadores Árbitro(s): Peter Reeves |

|  |  |

| Nottingham Forest        |     |                |
| Pos.                     | N.º | Jugador        |
| ARQ                      | 1   | Peter Shilton  |
| DEF                      | 2   | Viv Anderson   |
| DEF                      | 3   | Colin Barrett  |
| MED                      | 4   | John McGovern  |
| DEF                      | 5   | Larry Lloyd    |
| DEF                      | 6   | Kenny Burns    |
| MED                      | 7   | Martin O'Neill |
| MED                      | 8   | Archie Gemmill |
| DEL                      | 9   | Peter Withe    |
| DEL                      | 10  | Tony Woodcock  |
| DEL                      | 11  | John Robertson |
| Entrenador: Brian Clough |     |                |

| Ipswich Town             |     |                |
| Pos.                     | N.º | Jugador        |
| ARQ                      | 1   | Paul Cooper    |
| DEF                      | 2   | George Burley  |
| DEF                      | 3   | Mick Mills     |
| MED                      | 4   | Brian Talbot   |
| DEF                      | 5   | Russell Osman  |
| DEF                      | 6   | John Wark      |
| MED                      | 7   | Tommy Parkin   |
| DEL                      | 8   | Eric Gates     |
| DEL                      | 9   | Paul Mariner   |
| DEL                      | 10  | Trevor Whymark |
| MED                      | 11  | Clive Woods    |
| Entrenador: Bobby Robson |     |                |